# یوسیپ شولز
یوسیپ شولز (کرواتی: Josip Scholz; ۳۰ ژانویهٔ ۱۸۹۸ – ۲۴ سپتامبر ۱۹۴۵) بازیکن فوتبال اهل یوگسلاوی بود.
از باشگاه‌هایی که در آن بازی کرده‌است می‌توان به باشگاه فوتبال کنکوردیا اشاره کرد.
وی همچنین در تیم ملی فوتبال یوگسلاوی بازی کرده‌است.